# Gallows (Band)
Gallows ist eine Hardcore-Punk-Band aus Watford, England.

## Geschichte

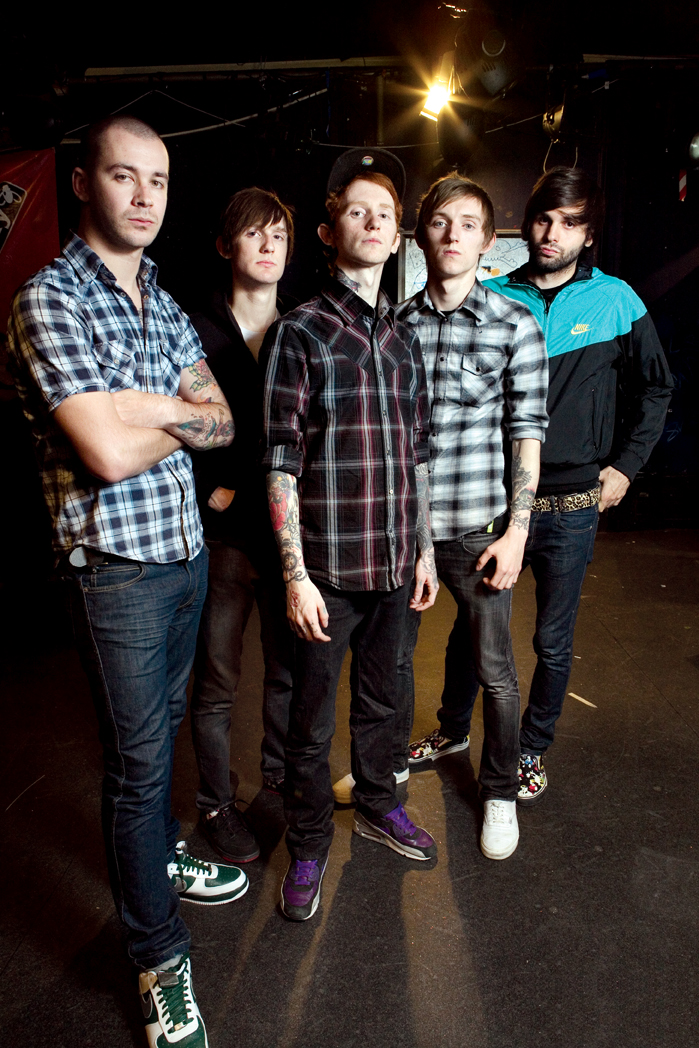
Gallows (2007)

Ihr Debütalbum Orchestra of Wolves, das am 26. September 2006 veröffentlicht wurde, war sowohl in England wie auch in den USA überraschend erfolgreich. Das Album kam bei Fans und Kritikern sehr gut an und die Band gewann 2007 den Kerrang! Award für den besten britischen Newcomer. In the Belly of a Shark, die erste Singleauskoppelung aus Orchestra of Wolves erschien auf dem Playstation-Spiel Guitar Hero III: Legends of Rock. Am 2. Mai 2009 wurde das Album Grey Britain veröffentlicht. Danach absolvierte die Band mehrere Tourneen, wobei sie bei der kompletten Vans Warped Tour 2009 mitspielten, einige Festivals in Europa spielten. Im Januar 2011 gab der Sänger Frank Carter bekannt, dass die Band ein drittes Album aufnehmen und die Band sich dafür einige Zeit zurückziehen werde. Im Sommer 2011 spielten Gallows einige Festival- und Clubshows. Schon dort trug Frank Carter ausnahmslos ein T-Shirt seines Nebenprojekts „Pure Love“, das am 14. Januar 2012 sein erstes Konzert gab.
Am 9. Juli 2011 erklärte Sänger Frank Carter seinen Ausstieg aus der Band. Als Gründe wurden musikalische Differenzen bei den Aufnahmen für das neue Album angegeben. Bei einem langen Rätselraten um Frank Carters Nachfolge wurden viele Namen genannt. Als heißeste Anwärter galten Tom Lacey, Sänger der inzwischen aufgelösten Band The Ghost of a Thousand, George Noble, Ex-Sänger der englischen Hardcore-Band Your Demise und Franks und Stephs Bruder Richard, der sich schon mit der Band Blackhole einen Namen in England gemacht hatte. Wade MacNeil, bisher Gitarrist und Background-Sänger von Alexisonfire, wurde am 9. August 2011 als neuer Sänger der Band vorgestellt. Kurz darauf erschien True Colours als Vorgeschmack auf die angekündigte EP Death Is Birth auf Youtube und wurde gratis zum Download angeboten. Anfang Dezember 2011 wurde die EP Death Is Birth weltweit auf iTunes veröffentlicht. Am 10. September veröffentlichten Gallows ihr drittes Studioalbum Gallows. Das Album erhielt sehr gute Kritiken und festigt Wade MacNeill’s Position als Frontmann auch bei den Fans.
Im Februar 2013 gab die Band über ihre Facebook-Seite bekannt, dass Steph Carter aus der Band aussteigt und sie wie in den Anfangstagen nur zu viert touren wird. Das 2015 erschienene vierte Studioalbum Desolation Sounds ist im Vergleich zu seinen Vorgängern mit Einflüssen aus dem Post-Punk angereichert. Seit den Touren zu Desolation Sound sind Gallows weitestgehend inaktiv, die Bandmitglieder sind musikalisch jedoch in anderen Projekte involviert (MacNeil bspw. bei der Reunion von Alexisonfire).

## Stil
Gallows können über ihre Diskografie hinweg durchgehend dem Hardcore-Punk zugerechnet werden. Gleichzeitig nuanciert jedes Album auf unterschiedliche Art diesen Stil in verschiedene Musikrichtungen. Orchestra of Wolves zeigt mit seinem hohen Tempo und chaotischen Tempowechseln Anleihen an klassische Screamo-Bands. Grey Britain hingegen drosselt das Tempo, ist härter und erinnert stellenweise an Metalcore und Nu Metal. Das selbstbetitelte Gallows hingegen ist ein eher konventionelles, modernes Hardcore-Album, während Desolation Sounds Anleihen an den Post-Punk aufweist.
Auffällig sind hierbei der Gesang, der oftmals emotional brachial geschrienen ist, der aber auch ruhigere, etwas weggetretene Parts kennt. Weiterhin sind viele Songstrukturen, wie bei emotional Hardcore üblich, so aufgebaut, dass sich ruhigere Parts und schrammelige Gitarren sowie explosivere, chaotischere Parts abwechseln. Die Band selbst nennt einige bekannte Emo/Screamo-Bands wie Envy, Drive Like Jehu, pg. 99, Swing Kids oder Orchid als Einflussgeber.

## Diskografie

### Demos
- 2005: 5 Track Demo

### Alben
- 2006: Orchestra of Wolves
- 2009: Grey Britain
- 2012: Gallows
- 2015: Desolation Sounds

### Singles
- 2007: Abandon Ship
- 2007: In the Belly of a Shark
- 2007: Staring at the Rude Bois
- 2008: Just Because You Sleep Next to Me Doesn’t Mean You’re Safe
- 2009: The Vulture (Acts I & II)
- 2009: London Is the Reason
- 2009: I Dread the Night
- 2009: Misery

### Splits
- 2005: Gallows / November Coming Fire Split 7"